# 1979 XB
1979 XB — втрачений астероїд, класифікований як навколоземний об'єкт та потенційно небезпечний астероїд групи Аполлона. 1979 XB вперше спостерігали астрономи в обсерваторії Сайдинг-Спрінг (Австралія). Тоді він знаходився за 5,47 млн км від Землі (14 відстаней до Місяця). Об'єкт ніколи не був підтверджений іншою обсерваторією. Він має дуже коротку дугу спостереження — лише 3,9 дня, а його діаметр оцінюється приблизно у 660 м.